# Холопеничский район
Холопеничский район (бел. Халопеніцкі раён) — административно-территориальная единица в составе Белорусской ССР, существовавшая в 1924—1931 и 1935—1960 годах. Центр — местечко (с 1938 — городской посёлок) Холопеничи.

## История
Холопеничский район был образован в 1924 году в составе Борисовского округа. В 1926 году площадь района составляла 1289 км², а население 38,4 тыс. чел. В 1927 году район с упразднением Борисовского округа был передан в Минский округ. В 1930 году, когда была упразднена окружная система, Холопеничский район перешёл в прямое подчинение БССР. В 1931 году район был упразднён.
В феврале 1935 года Холопеничский район был восстановлен в прямом подчинении БССР. В январе 1938 года с введением областного деления включён в состав Минской области.
По данным на 1 января 1947 года район имел площадь 1,1 тыс. км². В его состав входил городской посёлок Холопеничи и 13 сельсоветов: Баранский, Великохольневичский, Грицковичский, Дубовский, Жортайский, Заборский, Кещинский, Краснолукский, Латыголичский, Трояновский, Узнацкий, Холопеничский, Хотюховский.
По данным переписи 1959 года, в районе проживало 34 818 человек.
20 января 1960 года Холопеничский район был упразднён, а его территория разделена между Борисовским, Крупским и Лепельским районами. В состав Крупского района переданы сельсоветы Великохольневичский, Заборский, Хотюховский, Холопеничский и городской посёлок Холопеничи; в состав Борисовского района — Моисеевщинский сельсовет; в состав Лепельского района Витебской области — Кащинский и Краснолукский сельсоветы.